# Veres Miklós (festőművész)
Veres Miklós (Szombathely, 1937. március 15. – Budapest, 2021. április 27.[forrás?]) magyar festőművész, restaurátor.

## Életpályája
A Magyar Képzőművészeti Főiskola festő szakán végzett 1962-ben. Mesterei Szőnyi István, Fónyi Géza, Pap Gyula, Barcsay Jenő és Kapos Nándor voltak. 1963-tól harminchat éven át a Magyar Nemzeti Galéria főrestaurátora. Alkotásait a Magyar Nemzeti Galéria, a szolnoki Damjanich János Múzeum és a zebegényi Szőnyi István Emlékmúzeum őrzi.
Személyes, gondolkodásbeli adottsága is a természetelvű, realisztikus festői fölfogás felé vonzotta, így természetesen tudta pályakezdő korában fölhasználni a Szőnyi Istvántól és Fónyi Gézától tanultakat; nem csak a konkrét, mesterségbeli szinten, hanem a tárgy és a téma megkeresésénél, megtalálásánál is. Szőnyi Istvántól nem csak a Nagybányáról sugárzó plein air festőiséget, hanem a táj szeretetét, is megtanulta. Ennek alapján már maga fedezte fel magának az Alföldet és az alföldi festészetet. Mártély tanyavilága és Tisza-menti árterei a vásárhelyi festőktől megszokott természetességgel jelenik meg képein. A Duna partján, a budai hegyekben egészen másképp választ motívumot, mint az Alföldön. A vízpart páráját, a tükröződés fényjátékait első mestere, Szőnyi festői érzékenységére emlékeztető attraktivitással oldja meg. A napsütötte táj meg őszinte örömmel, az impresszionista festők színgazdagságával, a pillanatot megragadó erővel jelenik meg képein. A színgazdagság azonban egyáltalán nem jelent túlzott gazdagságot vagy tarkaságot. Az élénk ragyogás gondosan választott színösszetétel következménye. A bátor színválasztás jellemzi másik mesterét, Fónyi Gézát is; a biztos festékhasználatba pedig Kapos Nándor vezette be az erre fogékony tanítványokat. Pap Gyula osztályán bizonyos avantgárd jellegű felfogás is érvényesült. Veres Miklós ebből főleg festékkezelési és kompozíciós fogásokat tanult el, amelyek gazdagítják realista festésmódját. Különösen figyelemreméltóak emberalakjai. E portrék és életképek személyes érzelmeket, az ábrázoltakkal való emberi kapcsolatot érzékeltetnek. Csendéletei sem pusztán festői tanulmányok, hanem művész és a látvány személyes és alkotó kapcsolatát tükrözik. Kevés olyan művész van, aki egyforma készséggel és invencióval kezeli a testes, erőteljes olajfestéket és a könnyed, szinte légies akvarellt. Vízfestményei a helyszíni élmény elsődlegességét sugározzák, ugyanakkor érezzük benne a nyugodt komponálást, a gondos témaválasztást. Éppen olyan alkotó módon tervezi meg, alakítja ki a papírra, nedves alakítással, gyors munkával elkészített vízfestményeit, mint a „munkaigényesebb” olajfestményeket.

## Egyéni kiállítások (válogatás)
1980 • Fővárosi Művelődési Ház, Budapest
1981 • Bad Reichenhall
1984 • Móricz Zsigmond Művelődési Ház, Budapest • VÁTI, Budapest
1985 • Mini Galéria, Szombathely • Helyőrségi Művelődési Otthon, Nagykanizsa • Könyvtár, Balatongyörök
1986 • Bernáth Aurél Terem, Kaposvár
1991 • Derkovits Terem, Budapest • Balatongyörök

## Csoportos kiállítások (válogatás)
1973 • XX. Vásárhelyi Őszi Tárlat, Tornyai János Múzeum, Hódmezővásárhely
1987 • EVIG Művelődési Központ, Budapest
1989 • Újkori Történeti Múzeum • Bartók 32 Galéria, Budapest
1992 • Dorogi Galéria, Dorog
1995 • Pataky Galéria, Budapest
2000 • Tisztelet a mesternek, Szőnyi István Emlékmúzeum, Zebegény